# Эмранг
Эмранг (с.-фриз. Öömrang) — один из диалектов севернофризского языка. На нём говорят на острове Амрум в районе Северная Фрисландия в земле Шлезвиг-Гольштейн в Германии. Этот диалект принадлежит к островной группе севернофризских диалектов.
Сейчас использование эмранга ограничено домашним кругом. Он утратил свою функцию публичного общения в пользу немецкого языка и на нём говорят только в семьях с пожилыми носителями диалекта. Одна из главных движущих сил вытеснения эмранга — изменение структуры экономики острова, вызванное индустрией туризма. Туристы со всей Германии устремились на небольшой остров Амрум и быстро заселили ограниченное количество жилья. Как следствие, арендная плата быстро выросла, в результате чего многие местные жители уехали жить в крупные города материковой Германии. Как приток англо- или немецкоязычных туристов и работников сферы туризма, так и убыль молодых носителей языка вызывают резкое сокращение диалекта.
На эмранге есть некоторые публикации, например, сборник пьес и переводы с других языков. С 1973 по 1985 год на нерегулярной основе выходил журнал Fering-öömrang Breipot со статьями на диалектах феринг и эмранг. Время от времени статьи на эмранге появляются в ежедневной газете Der Insel-Bote, которая выходит в Вик-ауф-Фёр. Организация Öömrang Ferian («Амрумское объединение») стремится к защите и продвижению эмранга.